# Hinsdale, Illinois
Hinsdale là một làng thuộc quận DuPage, tiểu bang Illinois, Hoa Kỳ. Năm 2010, dân số của làng này là 16816 người.

## Dân số
Dân số qua các năm:
- Năm 2000: 17349 người.
- Năm 2010: 16816 người.